# 蓴菜科
蓴菜科（学名：Cabombaceae）又名水盾草科。多年生水草，多生於湖泊沼澤中。除了是多年生沉水植物，該植物科種的特徵為地下蔓延之根莖十分發達，一般來說，該科的物種今發現約有二屬，七種。
在台灣，蓴菜科植物於戰後被以觀賞植物功能引進，今歸化於宜蘭親水區。

## 分类
1998年根据基因亲缘关系分类的APG 分类法将莼菜科单独列在被子植物分支中，不属于任何一目和任何一个分支，并建议可以选择性地和睡莲科合并。
2009年APG III则让本科与睡莲科保持分离，再加上独蕊草科之后，确立了本科在睡莲目的独立地位。

### 下级分类
仅2属：
- 蓴菜屬（Brasenia）–1種。
  - 蓴菜
- 穗蓴屬（Cabomba）–約有6種。又名水盾草屬。
  - 白花穗蓴（Cabomba caroliniana）
  - 紅花穗蓴（Cabomba furcata）